# R. Gregg Cherry
Robert Gregg Cherry, född 17 oktober 1891 i York County, South Carolina, död 25 juni 1957 i Gastonia, North Carolina, var en amerikansk demokratisk politiker.
Cherry var guvernör i North Carolina 1945–1949.
Fadern Lafayette Cherry dog när R. Gregg Cherry var sju år gammal. År 1912 utexaminerades Cherry från Trinity College (numera Duke University) och fortsatte sedan studera juridik vid Trinity. Efter juristexamen inledde han sin karriär som advokat i Gastonia och deltog i första världskriget samt befordrades till major. Smeknamnet "Iron Major" (järnmajoren) motsvarade hans militära rang. År 1921 gifte han sig med Mildred Stafford.
Cherry efterträdde 1945 J. Melville Broughton som guvernör och efterträddes 1949 av W. Kerr Scott.
Metodisten Cherry avled 65 år gammal, åtta år efter att ha lämnat guvernörsämbetet, och gravsattes i Gastonia.